# Julie Anne Robinson
Julie Anne Robinson es una directora de cine, teatro y televisión británica, reconocida principalmente por su trabajo en la televisión inglesa. Obtuvo nominaciones a los premios BAFTA y Globo de Oro por su rol como la directora de la serie Blackpool. Dirigió dos largometrajes, La última canción (2010) y One for the Money (2012).

## Filmografía destacada

### Cine y televisión
- 2019 - Like Magic (Serie de TV) (1 episodio)
- 2018 - Feel Bad (Serie de TV) (5 episodios)
- 2018 - Castle Rock (Serie de TV) (1 episodio)
- 2018 - The Good Place (Serie de TV) (1 episodio)
- 2017 - I'm Dying Up Here (Serie de TV) (1 episodio)
- 2017 - The Last Tycoon (Serie de TV) (1 episodio)
- 2016 - Masters of Sex (Serie de TV) (1 episodio)
- 2016 - Roadies (Serie de TV) (1 episodio)
- 2016 - The Catch (Serie de TV) (1 episodio)
- 2014-2015 - Manhattan (Serie de TV) (2 episodios)
- 2015 - Orange Is the New Black (Serie de TV) (1 episodio)
- 2015 - Grace and Frankie (Serie de TV) (1 episodio)
- 2015 - Nurse Jackie (Serie de TV) (1 episodio)
- 2013-2014 - Scandal (Serie de TV) (2 episodios)
- 2014 - Selfie (Serie de TV) (1 episodio)
- 2012-2014 - Suburgatory (Serie de TV) (4 episodios)
- 2013-2014 - Brooklyn Nine-Nine (Serie de TV) (2 episodios)
- 2009-2014 - The Middle (Serie de TV) (2 episodios)
- 2013 - Middle Age Rage (Telefilme)
- 2013 - Parks and Recreation (Serie de TV) (1 episodio)
- 2013 - How to Live with Your Parents (For the Rest of Your Life) (Serie de TV) (2 episodios)
- 2007-2012 - Weeds (Serie de TV) (5 episodios)
- 2012 - One for the Money
- 2012 - 2 Broke Girls (Serie de TV) (1 episodio)
- 2010 - The Last Song
- 2009 - Pushing Daisies (Serie de TV) (1 episodio)
- 2009 - Big Love (Serie de TV) (1 episodio)
- 2006-2009 - Grey's Anatomy (Serie de TV) (5 episodios)
- 2008 - Emily's Reasons Why Not (TV miniseries) (1 episodio)
- 2008 - Samantha Who? (Serie de TV) (2 episodios)
- 2007 - Private Practice (Serie de TV) (1 episodio)
- 2007 - Coming Down the Mountain (Telefilme)
- 2001-2005 - Holby City (Serie de TV) (7 episodios)
- 2004 - No Angels (Serie de TV) (2 episodios)
- 2002 - Cutting It (Serie de TV)
- 2000-2001 - Doctors (Serie de TV) (3 episodios)